# Olivier Busquet
Olivier Busquet (* 22. August 1981 in New York City, New York) ist ein professioneller US-amerikanischer Pokerspieler. Er gewann 2009 das Main Event der World Poker Tour und 2014 das Super High Roller der European Poker Tour.

## Persönliches
Busquet spielte in seiner Kindheit Schach. In der High School spielte er erfolgreich Basketball und war ein guter Läufer über 800 und 1600 Meter. Nach seinem Abschluss an der Trinity High School besuchte Busquet die Cornell University in Ithaca und machte einen Abschluss in Philosophie. Anschließend arbeitete er an der Wall Street, bis er zu einer großen Hedgefonds-Managementfirma in Connecticut wechselte. Busquet lebt in New York.

## Pokerkarriere
Busquet spielte von Juni 2006 bis September 2017 online unter den Nicknames adonis112 (PokerStars) und livb112 (Full Tilt Poker). Seine Online-Turniergewinne liegen bei rund 840.000 US-Dollar. Mitte September 2011 gewann Busquet ein Heads-Up-Event der World Championship of Online Poker auf PokerStars mit einer Siegprämie von 224.000 US-Dollar.
Seine erste Geldplatzierung bei einem Live-Turnier erzielte Busquet im Mai 2008 in Verona im US-Bundesstaat New York. Ende Juni 2008 war er erstmals bei der World Series of Poker (WSOP) im Rio All-Suite Hotel and Casino am Las Vegas Strip erfolgreich und kam bei einem Turnier der Variante No Limit Hold’em ins Geld. Im September 2009 gewann er das Main Event der World Poker Tour in Atlantic City mit einer Siegprämie von über 900.000 US-Dollar. Anfang Mai 2010 belegte Busquet beim High Roller der European Poker Tour (EPT) in Monte-Carlo hinter Tobias Reinkemeier den zweiten Platz und erhielt ein Preisgeld von knapp 600.000 Euro. Anfang Oktober 2011 wurde Busquet beim EPT High Roller in London Vierter für umgerechnet knapp 270.000 US-Dollar. Ende März 2012 erreichte er den Finaltisch des EPT-Main-Events im Campione d’Italia und belegte den zweiten Platz für 430.000 Euro. Bei der WSOP 2013 wurde Busquet beim teuersten Event auf dem Turnierplan, dem High Roller for One Drop, Neunter und erhielt knapp 400.000 US-Dollar Preisgeld. Beim EPT High Roller in Prag belegte er Mitte Dezember 2013 erneut den zweiten Platz für knapp 260.000 Euro. Ende April 2014 wurde Busquet beim EPT Super High Roller Achter und erhielt 241.000 Euro Preisgeld. Im August 2014 gewann er den Super High Roller der EPT in Barcelona und erhielt seine bisher höchste Siegprämie von knapp 900.000 Euro. Bei der WSOP 2015 erreichte Busquet den Finaltisch beim Millionaire Maker und beendete das Event auf dem dritten Platz von ursprünglich 7275 Spielern, was ihm ein Preisgeld von knapp 600.000 US-Dollar einbrachte. Ein Jahr später wurde er Dritter bei der Heads-Up Championship der WSOP 2016 für ein Preisgeld von knapp 125.000 US-Dollar. Mitte August 2019 belegte Busquet beim High Roller der Seminole Hard Rock Poker Open in Hollywood, Florida, den mit rund 340.000 US-Dollar dotierten dritten Platz. Seine bis dato letzte Live-Geldplatzierung erzielte er im Februar 2020.
Insgesamt hat sich Busquet mit Poker bei Live-Turnieren mehr als 9 Millionen US-Dollar erspielt. Von April bis November 2016 spielte er als Teil von LA Sunset in der Global Poker League und kam mit seinem Team bis in die Playoffs.